# 涙河（NAMIDAGAWA）
『涙河（NAMIDAGAWA）』は、2016年6月15日に発売されたシンガーソングライター白井貴子のオリジナル・アルバム。副題は『白井貴子「北山修/きたやまおさむ」を歌う』。また同アルバムに収録されているタイトルナンバーの曲名でもある。

## 概要
ミュージシャンで精神科医でもあるきたやまおさむ（北山修）が作詞した代表曲のカバーに、共作の新曲を3曲加えた全14曲を収録。 
2013年夏にきたやまが自身の作品を次世代へ歌い継ぐ歌手として白井を抜擢。イベントでの共演などを経て新曲を作り、そしてアルバム制作へと展開した。 
このコラボについて白井は「きたやまさんからお声がけいただくことは人生の冬から春のように嬉しい出来事でした」と書いており、新曲に関しては「大人になっても生き抜かなければいけない私たちへの賛歌」と語っている。 
新曲は白井が先に曲を作り、後からきたやまが詞を書いて完成した。 
アルバムのジャケット制作も白井自身が手掛けている。ちぎった藍染の越前和紙（岩野市兵衛作）と水彩絵具で河の流れを表現し、その源流にはきたやまらがかつて仲間同士で集った京都の喫茶店の外観を画像加工して配置している。 
曲解説とライナーノーツを佐藤剛が担当し、白井もセルフライナーノーツを書いている。 
- Arrangement・Artwork & Produced by 白井貴子
- Executive Producers - きたやまおさむ・荒木伸泰・本田清巳
- Superviser - 佐藤剛

リリース後から「Roots Of The 涙河 CARAVAN」と称して同アルバムの曲を中心に歌う全国ツアーを続けている。 
オリジナルグッズとして、アルバムのジャケットと同じデザインの手拭が製作され、販売された。ライブでタイトルナンバー「涙河」が歌われている間は客席で一斉にこの手拭を広げて河の流れのように左右に振るのが恒例になっている。またライブ終了後にはこの手拭に白井がサインするサービスをしており、ファンの間では各地のライブに参加した証しとしての“御朱印帳”の役割を果たしている。 

## 収録曲
1. 花のように　（作詞：北山修　作曲：加藤和彦）
2. 涙河（NAMIDAGAWA）　（作詞：北山修　作曲：白井貴子）
3. 返信をください　（作詞：北山修　作曲：白井貴子）
4. あの素晴らしい愛をもう一度　（作詞：北山修　作曲：加藤和彦）
5. 手と手 手と手　（作詞：きたやまおさむ　作曲：加藤和彦）
6. さらば恋人　（作詞：北山修　作曲：筒美京平）
7. 白い色は恋人の色　（作詞：北山修　作曲：加藤和彦）
8. 戦争を知らない子供たち　（作詞：北山修　作曲：杉田二郎）
9. 花嫁　（作詞：北山修　作曲：端田宣彦／坂庭省悟）
10. 初恋の丘　（作詞：北山修　作曲：渋谷毅）
11. 風　（作詞：北山修　作曲：端田宣彦）
12. 悲しくてやりきれない　（作詞：サトウハチロー　作曲：加藤和彦）
13. 「いるだけ」の幸せ　（作詞：北山修　作曲：白井貴子）
14. さよなら青春〔スペシャル・トラック〕　（作詞：キタヤマ・オ・サム　作曲：坂庭省悟）

## 解説
（以下、アルバムの解説とライナーノーツから抜粋）
1. 花のように：ベッツィ＆クリスのシングル第2弾として1970年に書き下ろされた。「歌った瞬間、幼い頃の青空を思い出しました」（白井貴子）。
2. 涙河（NAMIDAGAWA）：「一人の人間が必死になって頑張ることの純潔さや、懸命に生き延びていこうとすることを肯定する、力強いメッセージ・ソング」（佐藤剛）。「きたやまさんから、やはり白井さんはロックが似合うね！　「涙河」好きだな、という思わぬメールをいただきびっくり」（白井）。演奏は THE CRAZY BOYS + Jr.＝本田清巳・南明朗・山田直子・河村智康ほか。
3. 返信をください：「生きていく上で必要な人と人とのつながりが（インターネットや携帯電話などの）機器やシステムに頼りすぎている現実を描き、そのことへの不安と疑問が聴き手に投げかけられる」（佐藤）。「この曲はまさに、きたやまさんからの「心の点滴」ですね」（白井）。
4. あの素晴らしい愛をもう一度：1971年に北山修と加藤和彦のふたりの名義で発表されて大ヒット曲となった名曲。「加藤さんの（ギター）ストロークを全コピ。加藤さんのグルーブに後輩の私達の演奏をダビングしてゆきました」（白井）。
5. 手と手 手と手：作曲した加藤和彦が翌々年に亡くなったことから、名コンビだった二人によって作られた最後の楽曲となった。「加藤さんは天国へと旅立たれましたが、この歌の「愛」が地上で引き継がれるように、私も大切に歌わせていただきます」（白井）
6. さらば恋人：ザ・スパイダースを解散したばかりの堺正章は、1971年にこの歌でソロデビューを飾った。「幼い頃、叔父さんと叔母さんが集めたアナログ・レコードの中でも、私がとくに好きな曲でした」（白井）。
7. 白い色は恋人の色：ベッツィ＆クリスのデビュー曲として作られ、1969年10月に発売されて大ヒットした。「10歳の頃、初めて買ったアナログのシングル盤。…幼い頃、道草を食いながら坂道を登ってゆく下校の時、友達とよくこの歌をデュエットしながら帰りました」（白井）。本作でデュエットしているのは白井の叔母の孫である斎藤歌織。
8. 戦争を知らない子供たち：ベトナム戦争が真っ只中だった1970年に書かれて、大阪で開催された万博で披露された反戦歌。「杉田二郎さんとは元、同じ事務所で、アルバムのことをお伝えしたら、とても喜んでくれました」（白井）。
9. 花嫁：はしだのりひことクライマックスが1971年に発表して大ヒットした楽曲。「きたやまさんの詞の中で、あらゆる面で一番自分の性格に近く、『生き方』にまでも影響を与えてくれていた歌。…93年、ギタリストの本田と結婚の際、パーティーで歌った歌」（白井）。
10. 初恋の丘：1971年11月に由紀さおりのシングルとして発売され、当時はそれほどヒットしなかったが、2011年から12年にかけて巻き起こった由紀さおりのブームで見直された。「日本女性独特の可愛らしさ溢れるこの詞のような女性は今や絶滅危惧種（笑）平成の今へと保存できてよかったです」（白井）。
11. 風：はしだのりひことシューベルツが1969年1月に発表し大ヒット。「端田宣彦さんの素晴らしいメロディー。ザ・フォーク・クルセダーズには二人もメロディーメーカーがいたんですね」（白井）。
12. 悲しくてやりきれない：「（きたやまおさむ作詞ではないけれども）きたやまさんが、かつて歌った歌ということで選ばせていただいた大好きな一曲」（白井）。挿入される自然の音はサウンドデザイナーの川崎義博がこの30年ほどで収録してきた音。
13. 「いるだけ」の幸せ：白井ときたやまが初めて一緒に作った曲。「旅を「心の住処」とするきたやまさんならではの大らかな詞。物に溢れている現代社会に心突き刺さる詞です」（白井）。
14. さよなら青春：きたやまおさむが人生の節目に歌ってきた楽曲。1981年のライブ音源に白井ときたやまがオーバーダビングして、新たな息吹きを吹き込んだ。「きたやまさんの「人生という時の河」に参加させてもらい、また、新たにこのアルバムに収録されるという、まるで「涙河」が合流したような瞬間に思えました」（白井）。